# Trajectoires
Pour les articles homonymes, voir Trajectoires (homonymie).
Trajectoires est une série documentaire produite par Connections Productions diffusée sur la chaîne de télévision québécoise RDS depuis 2014. Huit saisons ont été diffusées avec 67 épisodes au total.

## Synopsis
Chaque épisode explore la vie d'un joueur retraité de la Ligue nationale de hockey et suit son parcours depuis le début de sa carrière de hockey jusqu'à nos jours . Le spectateur est emmené dans un voyage de la vie professionnelle et familiale de l'invité et des étapes de sa carrière comme raconté de son point de vue,.

## Émissions

### Saison 1
| Émission | Joueur               | Équipe(s) de hockey | Date de diffusion |
| -------- | -------------------- | --- | ----------------- |
| 1        | Bernie Nicholls      | - Kings de Los Angeles, Rangers de New York, Oilers d'Edmonton, Devils du New Jersey - Blackhawks de Chicago, Sharks de San José | 2014              |
| 2        | Alain Héroux         | - Canadiens de Montréal | 2014              |
| 3        | Yves Héroux (en)     | - Quebec Nordiques | 2014              |
| 4        | Steve Penney         | - Canadiens de Montréal, Jets de Winnipeg                                                                                        | 27 avril 2014     |
| 5        | Gino Odjick          | - Canucks de Vancouver, Islanders de New York, Flyers de Philadelphie, Canadiens de Montréal                                     | 2014              |
| 6        | Donald Audette       | - Sabres de Buffalo, Canadiens de Montréal, Kings de Los Angeles, Thrashers d'Atlanta - Stars de Dallas, Panthers de la Floride  | 2014              |
| 7        | Claude Lapointe (en) | - Nordiques de Quebec, Avalanche du Colorado, Flames de Calgary, Islanders de New York - Flyers de Philadelphie                  | 2014              |
| 8        | Donald Brashear      | - Canadiens de Montréal, Canucks de Vancouver, Flyers de Philadelphie, Capitals de Washington - Rangers de New York              | 2014              |
| 9        | Denis Savard         | - Blackhawks de Chicago, Canadiens de Montréal, Lightning de Tampa Bay                                                           | 2014              |
| 10       | Denis Cyr            | - Flames de Calgary, Blackhawks de Chicago, Blues de Saint-Louis                                                                 | 2014              |
| 11       | Denis Tremblay       | | 2014              |

### Saison 2
| Émission | Joueur            | Équipe(s) de hockey | Date de diffusion |
| -------- | ----------------- | --- | ----------------- |
| 1        | Jocelyn Thibault  | - Nordiques de Québec, Avalanche du Colorado,Canadiens de Montréal, Blackhawks de Chicago - Penguins de Pittsburgh, Sabres de Buffalo                    | 4 mars 2015       |
| 2        | Charles Bourgeois | - Flames de Calgary, Blues de Saint-Louis, Whalers de Hartford                                                                                           | 11 mars 2015      |
| 3        | Éric Dazé         | - Blackhawks de Chicago | 27 mars 2015      |
| 4        | Steve Bégin       | - Canadiens de Montréal, Stars de Dallas, Bruins de Boston, Predators de Nashville - Flames de Calgary                                                   | 14 avril 2015     |
| 5        | Matthew Barnaby   | - Sabres de Buffalo, Penguins de Pittsburgh, Lightning de Tampa Bay, Rangers de New York - Avalanche du Colorado, Blackhawks de Chicago, Stars de Dallas | 8 mai 2015        |
| 6        | Gilbert Dionne    | - Canadiens de Montréal, Flyers de Philadelphie, Panthers de la Floride                                                                                  | 18 mai 2015       |
| 7        | Sergio Momesso    | - Canadiens de Montreal, Blues de Saint-Louis, Canucks de Vancouver, Maple Leafs de Toronto - Rangers de New York                                        | 2 juin 2015       |
| 8        | Ian Laperrière    | - Kings de Los Angeles, Rangers de New York, Blues de Saint-Louis, Avalanche du Colorado - Flyers de Philadelphie                                        | 10 juin 2015      |

### Saison 3
| Émission | Joueur              | Équipe(s) de hockey | Date de diffusion |
| -------- | ------------------- | --- | ----------------- |
| 1        | Stéphan Lebeau      | - Canadiens de Montréal, Mighty Ducks d'Anaheim | 7 mars 2016       |
| 2        | Sébastien Bordeleau | - Canadiens de Montréal, Predators de Nashville, Wild du Minnesota, Coyotes de Phoenix                                                                        | 17 mars 2016      |
| 3        | Pierre Turgeon      | - Avalanche du Colorado, Stars de Dallas, Blues de Saint-Louis, Canadiens de Montréal - Islanders de New York, Sabres de Buffalo                              | 30 mars 2016      |
| 4        | Francis Bouillon    | - Predators de Nashville, Canadiens de Montréal | 12 avril 2016     |
| 5        | Georges Laraque     | - Oilers d'Edmonton, Coyotes de Phoenix, Penguins de Pittsburgh, Canadiens de Montréal                                                                        | 29 avril 2016     |
| 6        | Martin Gélinas      | - Oilers d'Edmonton, Nordiques de Québec, Canucks de Vancouver, Hurricanes de la Caroline - Flames de Calgary, Panthers de la Floride, Predators de Nashville | 18 mai 2016       |
| 7        | Stéphane Fiset      | - Nordiques de Québec, Avalanche du Colorado, Kings de Los Angeles, Canadiens de Montréal                                                                     | 31 mai 2016       |
| 8        | J.P Dumont          | - Sabres de Buffalo, Blackhawks de Chicago, Predators de Nashville                                                                                            | 7 juin 2016       |

### Saison 4
| Émission | Joueur           | Équipe(s) de hockey | Date de diffusion |
| -------- | ---------------- | --- | ----------------- |
| 1        | Daniel Brière    | - Coyotes de Phoenix, Sabres de Buffalo, Flyers de Philadelphie, Canadiens de Montréal, Avalanche du Colorado                   | 6 mars 2017       |
| 2        | Martin Biron     | - Sabres de Buffalo, Flyers de Philadelphie, Islanders de New York, Rangers de New York                                         | 13 mars 2017      |
| 3        | Dan Boyle        | - Panthers de la Floride, Lightning de Tampa Bay, Sharks de San José, Rangers de New York                                       | 29 mars 2017      |
| 4        | Steve Duchesne   | - Kings de Los Angeles, Flyers de Philadelphie, Nordiques de Québec, Blues de Saint-Louis - Sénateurs d'Ottawa                  | 11 avril 2017     |
| 5        | Simon Gagné      | - Flyers de Philadelphie, Lightning de Tampa Bay, Kings de Los Angeles, Bruins de Boston                                        | 25 avril 2017     |
| 6        | Marc Bureau      | - Flames de Calgary, North Stars du Minnesota, Lightning de Tampa Bay, Canadiens de Montréal, - Flyers de Philadelphie          | 17 mai 2017       |
| 7        | Stéphane Quintal | - Bruins de Boston, Blues de Saint-Louis, Jets de Winnipeg, Canadiens de Montréal, - Rangers de New York, Blackhawks de Chicago | 30 mai 2017       |
| 8        | Pierre Larouche  | - Penguins de Pittsburgh, Canadiens de Montréal, Whalers de Hartford, Rangers de New York                                       | 6 juin 2017       |

### Saison 5
| Émission | Joueur              | Équipe(s) de hockey | Date de diffusion |
| -------- | ------------------- | --- | ----------------- |
| 1        | Joé Juneau          | - Bruins de Boston, Capitals de Washington, Sabres de Buffalo, Sénateurs d'Ottawa - Coyotes de Phoenix, Canadiens de Montréal                             | 1er mars 2018     |
| 2        | Alex Tanguay        | - Avalanche du Colorado, Flames de Calgary, Canadiens de Montréal - Lightning de Tampa Bay, Coyotes de l'Arizona                                          | 29 mars 2018      |
| 3        | Philippe Boucher    | - Sabres de Buffalo, Kings de Los Angeles, Stars de Dallas                                                                                                | 2 avril 2018      |
| 4        | Marc-André Bergeron | - Oilers d'Edmonton, Islanders de New York, Ducks d'Anaheim, Wild du Minnesota, Canadiens de Montréal - Lightning de Tampa Bay, Hurricanes de la Caroline | 16 avril 2018     |
| 5        | Yvon Lambert        | - Canadiens de Montréal, Sabres de Buffalo | 7 mai 2018        |
| 6        | Éric Bélanger       | - Kings de Los Angeles, Hurricanes de la Caroline, Thrashers d'Atlanta, Wild du Minnesota - Capitals de Washington, Coyotes de Phoenix, Oilers d'Edmonton | 21 mai 2018       |
| 7        | Éric Desjardins     | - Canadiens de Montréal, Flyers de Philadelphie | 4 juin 2018       |
| 8        | Sylvain Turgeon     | - Whalers de Hartford, Devils du New Jersey, Canadiens de Montréal, Sénateurs d'Ottawa                                                                    | 18 juin 2018      |

### Saison 6
| Émission | Joueur                     | Équipe(s) de hockey | Date de diffusion |
| -------- | -------------------------- | --- | ----------------- |
| 1        | Pierre-Alexandre Parenteau | - Blackhawks de Chicago, Rangers de New York, Islanders de New York, Avalanche du Colorado, - Canadiens de Montréal, Maple Leafs de Toronto, Devils du New Jersey, Predators de Nashville | 4 mars 2020       |
| 2        | Martin Lapointe            | - Red Wings de Détroit, Bruins de Boston, Blackhawks de Chicago, Sénateurs d'Ottawa | 17 mars 2020      |
| 3        | Maxime Talbot              | - Penguins de Pittsburgh, Flyers de Philadelphie, Avalanche du Colorado, Bruins de Boston                                                                                                 | 9 avril 2020      |
| 4        | Alex Burrows               | - Canucks de Vancouver, Sénateurs d'Ottawa | 24 avril 2020     |
| 5        | François Beauchemin        | - Canadiens de Montréal, Blue Jackets de Columbus, Maple Leafs de Toronto, Avalanche du Colorado                                                                                          | 1er mai 2020      |
| 6        | Mathieu Darche             | - Blue Jackets de Columbus, Predators de Nashville, Sharks de San José - Lightning de Tampa Bay, Canadiens de Montréal                                                                    | 7 mai 2020        |
| 7        | Pierre Dagenais            | - Devils du New Jersey, Panthers de la Floride, Canadiens de Montréal | 22 mai 2020       |
| 8        | P.J. Stock                 | - Rangers de New York, Canadiens de Montréal, Flyers de Philadelphie, Bruins de Boston | 3 juin 2020       |

### Saison 7
| Émission | Joueur                   | Position       | Carrière Pro. | Équipe(s) de hockey | Date de diffusion |
| -------- | ------------------------ | -------------- | ------------- | --- | ----------------- |
| 1        | Pascal Leclaire          | Gardien de but | 2002 - 2012   | - Blue Jackets de Columbus Sénateurs d'Ottawa | 16 mars 2021      |
| 2        | Enrico Ciccone           | Défenseur      | 1990 - 2000   | - North Stars du Minnesota Capitals de Washington Lightning de Tampa Bay Blackhawks de Chicago Hurricanes de la Caroline Canucks de Vancouver Canadiens de Montréal | 28 mars 2021      |
| 3        | Félix Potvin             | Gardien de but | 1991 - 2004   | - Maple Leafs de Toronto Islanders de New York Canucks de Vancouver Kings de Los Angeles Bruins de Boston                                                           | 16 avril 2021     |
| 4        | Mario Roberge            | Ailier gauche  | 1985 - 2005   | - Canadiens de Montréal | 18 avril 2021     |
| 5        | Yves Racine              | Défenseur      | 1989 - 2006   | - Red Wings de Détroit Flyers de Philadelphie Canadiens de Montréal Sharks de San José Flames de Calgary Lightning de Tampa Bay                                     | 27 avril 2021     |
| 6        | Vincent Damphousse       | Centre         | 1986 - 2004   | - Sharks de San José Maple Leafs de Toronto Oilers d’Edmonton Canadiens de Montréal Avalanche du Colorado                                                           | 14 mai 2021       |
| 7        | Bruno Gervais            | Défenseur      | 2004 - 2017   | - Islanders de New York Lightning de Tampa Bay Flyers de Philadelphie                                                                                               | 21 juin 2021      |
| 8        | Jean-François Damphousse | Gardien de but | 1998 - 2005   | - Devils du New Jersey | 25 juin 2021      |

### Saison 8
| Émission | Joueur                | Position         | Carrière Pro. | Équipe(s) de hockey | Date de diffusion |
| -------- | --------------------- | ---------------- | ------------- | --- | ----------------- |
| 1        | Jean-Luc Grand-Pierre | Défenseur        | 1998 - 2004   | - Sabres de Buffalo Blue Jackets de Columbus Thrashers d’Atlanta Capitals de Washington                                       | 9 mars 2022       |
| 2        | Guy Chouinard         | Centre           | 1974 - 1984   | - Flames d’Atlanta Flames de Calgary Blues de Saint-Louis                                                                     | 24 mars 2022      |
| 3        | Éric Chouinard        | Centre           | 2000 - 2006   | - Flyers de Philadelphie Wild du Minnesota Canadiens de Montréal                                                              | 24 mars 2022      |
| 4        | John Chabot           | Centre           | 1983 - 1991   | - Canadiens de Montréal Penguins de Pittsburgh Red Wings de Détroit                                                           | 7 avril 2022      |
| 5        | Pascal Rhéaume        | Centre           | 1996 - 2006   | - Devils du New Jersey Blues de Saint-Louis Blackhawks de Chicago Thrashers d’Atlanta Rangers de New York Coyotes de Phoenix  | 14 avril 2022     |
| 6        | Steve Bernier         | Allier droit     | 2005 - 2018   | - Sharks de San José Sabres de Buffalo Canucks de Vancouver Panthers de la Floride Devils du New Jersey Islanders de New York | 28 avril 2022     |
| 7        | André Roy             | Allier gauche    | 1995 - 2009   | - Bruins de Boston Sénateurs d'Ottawa Penguins de Pittsburgh Lightning de Tampa Bay Flames de Calgary                         | 14 mai 2022       |
| 8        | Gordie Dwyer          | Allier gauche    | 1999 - 2004   | - Lightning de Tampa Bay Rangers de New York Canadiens de Montréal                                                            | 2 juin 2022       |
| 9        | Denis Gauthier        | Défenseur        | 1997 - 2009   | - Flames de Calgary Coyotes de Phoenix Flyers de Philadelphie Kings de Los Angeles                                            | 21 juin 2022      |
| 10       | Manon Rhéaume         | Gardienne de but | 1992          | - Lightning de Tampa Bay (présaison)                                                                                          | 18 novembre 2022  |

## Nominations
- 2015 Prix Gémeaux (Montréal, Québec) - Meilleure production numérique (site web ou application mobile) pour une émission ou série: affaires publiques, magazine, sport[8]